# (2192) Pyatigoriya
(2192) Pyatigoriya es un asteroide perteneciente al cinturón de asteroides, descubierto el 18 de abril de 1972 por Tamara Mijáilovna Smirnova desde el Observatorio Astrofísico de Crimea (República de Crimea).

## Designación y nombre
Designado provisionalmente como 1972 HP. Fue nombrado Pyatigoriya en homenaje a la ciudad rusa Piatigorsk.